# 月河街道
30°51′40″N 120°6′32″E / 30.86111°N 120.10889°E
月河街道是浙江省湖州市吳興區一個下轄街道，位于湖州市區東部，街道轄區西到駱駝橋，東至三里橋，南臨318國道，北到苕溪路，轄區面積約為3.6平方公里，總戶數16000多戶，常住人口近5萬人。主要是漢族江浙民系，通用吳語。

## 歷史
- 1949年：后初期曾名月河鎮。
- 1951年：5月建制為第一鎮。
- 1954年：改稱第一街道。
- 1958年：與“二街"合併為第一街道。
- 1962年：第二街道恢復建制，轄區縮小，名稱未變。
- 1970年：“文革”期間，改稱紅衛街道。
- 1971年：恢復第一街道原稱。
- 1981年：湖州市地名普查中更名月河街道。

## 行政區劃
月河街道下轄12個社區（2012年），街道辦事處與派出所同駐月河街4號：

- 社區:月河、南園、馬軍巷、吉山一、吉山二、二里橋、三里橋、文苑、浮星橋、湖東、鐵路、東湖家園
- 行政村：湖東村（社區管理工作委員會）

## 街路
轄區內有街路6條，巷弄66條。
環城東路最長，環城南路次之。此兩路原系湖州府城牆基地。解放初，城牆傾頹，泥石崩圯，阻塞城內外路面。解放後拆除城基，改成平坦寬闊能通行汽車之道路。路面灌澆瀝青，兩側種植多種樹木。環城東路北起臨湖橋，向南至迎春橋，西接環城南路，東接湖嘉公路。環城南路即向西與寧杭公路相接。兩路既為湖州東南兩側交通要道，又是通鄰縣外省之聯繫紐帶。
東街是境內主幹道路之一。原與舊縣河並行，狹小而坎坷不平的石板路，僅可通人力車。1975年拆除沿河舊屋，填平縣河，拓寬路面，灌澆瀝青。北起駱駝橋，向東南延伸至環城東路，全長1150米，寬24．5米。現改名為威萊大街。
馬軍巷是湖州城內古老巷弄之一。東北起自臨湖橋，向西南至駱駝橋，與東街垂直相交。

## 古跡

### 千甓亭
“千甓亭”處於月河街，系晚清建築，牆壁鑲嵌漢魏兩晉墓磚千餘塊，有考古價值。

### 潛園
“潛園”俗稱陸家花園。面積18畝，原有“悠然台"，“小蓮壺”等16景。此園原系元初我湖書畫名家趙孟頫所築之園，內有丈餘之五巨石，故原名“五石草堂”。晚清時園歸陸氏，故俗稱陸家花園。五巨石尚屹立於園中。